# Адолф I (Берг)
Адолф I фон Берг (на немски: Adolf I. von Berg/Adolph III, Count of Berg & Hoevel, Adolph de Monte; * 1045, † вер. 31 юли 1106) е първият доказан граф и основател на Графство Берг на десния бряг на Рейн от 1093 до 1106 г. Той основава род Дом Берг.

## Живот
Адолф произлиза от благородническа фамилия, която живее на Замък Берге в Одентал-Алтенберг в Северен Рейн-Вестфалия.
От ок. 1080 г. Адолф от Хьовел се нарича Адолф „de Monte“ или „de Berge“ на сребърни монети с надпис „ADOLPHUS COMES DE MONTE“. В документ от 1101 г. на император Хайнрих IV той има вече титлата граф.
Адолф I се жени най-рано през 1090 г. за богатата наследничка Аделхайд от Лауфен (* 1075), единственото дете на граф Хайнрих II фон Лауфен († 1067) и на Ида фон Верл († 1090), дъщеря на Бернхард II († 1070, граф във Фризия), който е далечен братовчед на император Хайнрих III. Съпругата му носи наследството от нейната майка графските права на Хьовел, Уна, Телгте и Варендорф. Вероятно Адолф е бил женен първо за дъщеря на фамилията от дворец Шварцбург.
Адолф умира през 1106 г. Съпругата му Аделхайд се омъжва за Фридрих I фон Зомершенбург († 1120), пфалцграф на Саксония и му ражда син Фридрих II фон Зомершенбург (пфалцграф на Саксония) и дъщеря Аделхайд. Неговият син Адолф II го последва като граф.

## Деца
Адолф I фон Берг и Аделхайд имат трима сина:
- Адолф II, (* 1090, † сл. 1160), последник на баща си като граф на Берг
- Еберхард (* 1100, † пр. 1152), става 1143 г. игумен на манастира Георгентал при Гота в Тюрингия, Светия
- Бруно (* 1100; † 29 май 1137), като Бруно II архиепископ на Кьолн

Адолф има вероятно и дъщеря Гизела, омъжена за граф Зицо III от Шварцбург († 19 юни 1160).